# José Lavat
José Francisco Lavat Pacheco (Città del Messico, 23 settembre 1948 – Città del Messico, 15 maggio 2018) è stato un doppiatore messicano,noto per aver doppiato il Conte Dooku nel franchise multimediale Guerre stellari.
Era fratello degli attori Jorge Lavat e Queta Lavat.

## Doppiaggio

### Film
- Harrison Ford in Indiana Jones
- Robin Williams in Hook - Capitan Uncino, Jumanji
- Jean-Claude Van Damme in Street Fighter - Sfida finale
- Ian McKellen (come Magneto) in X-Men, X-Men 2, X-Men - Conflitto finale
- Ian McKellen (come Gandalf) in Il Signore degli Anelli - La Compagnia dell'Anello, Il Signore degli Anelli - Le due torri, Il Signore degli Anelli - Il ritorno del re
- Dick Van Dyke in Una notte al museo
- Tobin Bell in Saw IV, Saw V, Saw VI

### Film d'animazione
- Babbo Natale in Nightmare Before Christmas (1993)
- Antenato in Mulan (1998)
- Kerchak in Tarzan e Tarzan 2 (1999-2005)
- Don Lino in Shark Tale (2004)
- Conte Dooku in Star Wars: The Clone Wars (2008)
- Re Fergus in Ribelle - The Brave (2012)
- Vitrivius in The LEGO Movie
- Don Poncho in Pedro: Galletto coraggioso e Un rescate de huevitos[1] (2015-2021)

### Serie televisive d'animazione
- Narratore in Dragon Ball Z, Dragon Ball GT[2], Dragon Ball Super
- Narratore in Slam Dunk
- Soichiro Yagami in Death Note

## Doppiatori italiani
Da doppiatore, nelle versioni in italiano è stato sostituito da:
- Saverio Moriones in Pedro:Galletto coraggioso